# Валя-Маре-де-Кріш (Хунедоара)
Валя-Маре-де-Кріш (рум. Valea Mare de Criș) — село у повіті Хунедоара в Румунії. Входить до складу комуни Томешть.
Село розташоване на відстані 330 км на північний захід від Бухареста, 40 км на північний захід від Деви, 93 км на південний захід від Клуж-Напоки, 124 км на північний схід від Тімішоари.

## Населення
За даними перепису населення 2002 року у селі проживали 4 особи.